# Ембер Чилдерс
Ембер Чилдерс (англ. Ambyr Childers) (нар. 18 липня 1988, Коттонвуд, США) — американська кіно- та телеактриса, відома за ролями у фільмах «Мисливці на гангстерів», «Два стволи», «Майстер», «Гниле місто» та серіалі «Водолій».

## Раннє життя
Народилася 18 липня 1988 року у невеликому містечку Коттонвуд, що в штаті Аризона, проте пізніше переїхала до міста Мур'єтта (штат Каліфорнія), США. У неї дві сестри. Чайлдерс відвідувала середню школу Vista Murrieta.

## Кар'єра
Після появи у фільмі 2003 року «Діккі Робертс: Зіркова дитина» вона грала Колбі Чендлер у мильній опері «Всі мої діти» з 2006 по 2008 рік. Вона також зіграла Елізабет «Е» Додд у «Майстрі».
Чилдерс і Кейт Босворт об’єдналися, щоб спільно створити «Ambyr Childers Jewelry», нову лінію делікатних предметів, які поєднують індіанську спадщину Чилдерс з «суттєвим вайбом крутої дівчини» Босворт.

## Фільмографія

### Кінофільми
| Рік  |    | Українська назва              | Оригінальна назва                       | Роль                         |
| ---- | -- | ----------------------------- | --------------------------------------- | ---------------------------- |
| 2003 | ф  | Кароліна                      | англ. Carolina                          | юна Кароліна                 |
| 2003 | ф  | Діккі Робертс: Зіркова дитина | англ. Dickie Roberts: Former Child Star | Барбі                        |
| 2011 | ф  | Кохання                       | англ. Love                              | американська жінка-космонавт |
| 2011 | ф  | Різні речі                    | англ. All Things Fall Apart             | Шеррі                        |
| 2011 | ф  | Дім сонця, що сходить         | англ. House of the Rising Sun           | дівчина в клітці             |
| 2011 | ф  | Підстава                      | англ. Setup                             | офіціантка Гейлі             |
| 2012 | ф  | Фортуна Вегаса                | англ. Lay the Favorite                  | реєстратор                   |
| 2012 | ф  | Відтворення                   | англ. Playback                          | Райлі                        |
| 2012 | ф  | Фрилансери                    | англ. Freelancers                       | Елейн Моррісон               |
| 2012 | ф  | Майстер                       | англ. The Master                        | Елізабет Додд                |
| 2012 | мф | Піноккіо                      | італ. Pinocchio                         | Евелін (озвучення)           |
| 2013 | ф  | Мисливці на гангстерів        | англ. Gangster Squad                    | білявка                      |
| 2013 | ф  | Гниле місто                   | англ. Broken City                       | Мері                         |
| 2013 | ф  | Ми такі, які є                | англ. We Are What We Are                | Іріс Паркер                  |
| 2013 | ф  | Два стволи                    | англ. 2 Guns                            | Місіс Янґ                    |
| 2015 | ф  | Ласкаво просимо до раю        | англ. Vice                              | Келлі                        |
| 2015 | кф | Дрізд                         | англ. Blackbird                         | Роуз                         |
| 2017 | мф | Оз: нашестя літаючих мавп     | англ. Guardians of Oz                   | Евелін (озвучення)           |

### Телебачення
| Рік       |    | Українська назва                  | Оригінальна назва                    | Роль                                               |
| --------- | -- | --------------------------------- | ------------------------------------ | -------------------------------------------------- |
| 2000      | с  | L.A. 7                            | англ. L.A. 7                         | турист № 2 (Епізод: "Clever Camp")                 |
| 2006—2008 | с  | Всі мої діти                      | англ. All My Children                | Колбі Чендлер (139 епізодів)                       |
| 2013—2014 | с  | Рей Донован                       | англ. Ray Donovan                    | Ешлі Рукер (9 епізодів)                            |
| 2014      | с  | Легенди                           | англ. Legends                        | Тара (Епізод: "Rogue")                             |
| 2015—2016 | с  | Водолій                           | англ. Aquarius                       | Сьюзен Аткінс (21 епізод)                          |
| 2016      | с  | Мислити як злочинець: За кордоном | англ. Criminal Minds: Beyond Borders | Наталі Нокс (Епізод: "The Ballad of Nick and Nat") |
| 2017      | тф | Зворушливий роман                 | англ. A Moving Romance               | Олівія                                             |
| 2018—2019 | с  | Ти                                | англ. You                            | Кендіс Стоун (14 епізодів)                         |
| 2019—2019 | с  | Чарівники                         | англ. The Magicians                  | Дракон східної річки (озвучення)                   |